# Литвинов Сергій Валерійович
Литвинов Сергій Валерійович (19 жовтня 1971, Мелітополь, Запорізька область, СРСР) — український та російський футболіст, півзахисник.

## Кар'єра
Починав займатись футболом в Україні. Декілька років Литвинов провів у клубі «Торпедо» (Мелітополь). Влітку 1996 року він переїхав до Росії, де поповнив лави владимирського «Торпедо». 7 серпня півзахисник у дебютному матчі за «чорно-білих» відзначився забитим голом у ворота брянського «Динамо» (3:1). З 2000 до 2002 року Сергій Литвинов грав у В'єтнамі за клуб «Сонг Да Намдінь». За два сезони хавбек за наявними даними забив у місцевій елітній лізі один м'яч. Влітку 2002 року футболіст повернувся до владимирського «Торпедо», в якому він завершив кар'єру.

## Досягнення
- Срібний призер чемпіонату В'єтнаму: 2000-2001